# Wayne Boyd
Wayne Boyd, född den 25 oktober 1990 i Nordirland, är en brittisk racerförare.

## Racingkarriär
Boyd körde sin första säsong i bilracing i brittiska Formel Ford 2008, där han dominerade serien och vann 13 segrar på sin väg emot titeln. Han vann även Formel Fordfestivalen på Brands Hatch i oktober efter en stabil insats. Han fick därefter backning av Racing Steps Foundation, men det avbröts hans manager; musikern Chas Cole och Boyd, då de var missnöjda med att de ville tvinga Boyd att köra Formel Renault 2009, medan de ville köra Formel 3. Han hade en svår debutsäsong, men vann på Donington Park i hällregn.